# Прислоп (монастир)
Прислоп (рум. Dragomirna) — ім'я святого апостола та євангеліста Іоанна Богослова - жіночий (раніше  чоловічий) монастир Девської та Хунедоарської єпархії Румунської православної церкви, розташований поблизу села Сілвашу-де-Сус. Заснування монастиря відноситься до XIII століття. Є одним із найважливіших румунських православних духовних центрів Трансільванії.

## Історія
Початки монастиря не відомі. Оскільки він був розташований на землях, які належали румунським дворянам із Чіули, можна припустити, що вони були мирськими засновниками місця. Існує лише одне свідчення про перебування Никодима Тишманського в середньовічній Угорщині. Це напис на його Євангелії: «Це святе Євангеліє писав папа Никодим в Угорщині в 6913 (1404—1405) році». Традиція приписує Никодиму низку інших монастирів, заснованих пізніше. По правді кажучи, між Прислопом і Никодимом Тишманським не можна встановити жодної спорідненості.
У середині 16-го століття монастир Прислоп майже зруйнувався. 
У 1564 році його з нуля збудувала Замфіра, дочка Мойзе І Воде з Волощини. Можливо, старе місце, про сліди якого писали ще в середині ХІХ століття, існувало десь у лісі, в районі нинішньої забудови.
Святий Іоанн Прислопський жив тут у XVII столітті. З XVIII століття тут був греко-католицький монастир. У ХІХ столітті певний період її управляли греко-католицькі мирські священники. Відновленням монастиря в 1901 році опікувався єпископ Лугожа Деметріу Раду. 29 жовтня 1948 року, із забороною Об’єднаної Румунської Церкви, греко-католицькі священники були заарештовані, а монастир зайняла Православна Церква Румунії. 25 листопада 1948 року православний митрополит Миколай Белан із Сібіу перевів ченця Арсенія Боку з монастиря Самбета до Прислопа, звідки його через два роки заарештували. Лише після 1975 року монастир відбудовано як православну чернечу громаду монахинь.

## Сучасність

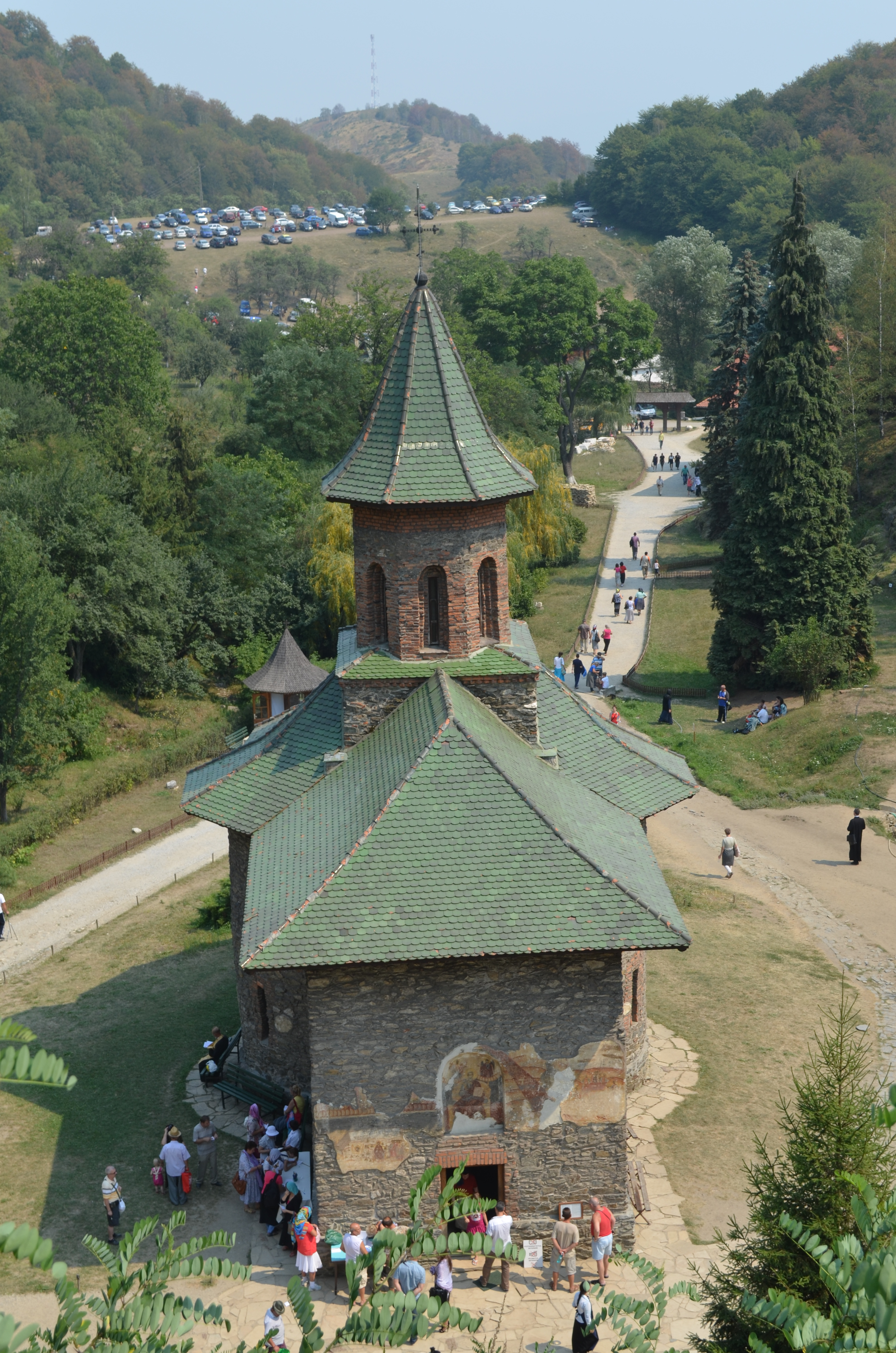
Сучасний вигляд церкви монастиря Прислоп

У 1991 році тут була заснована чернеча духовна семінарія (для сестер) «Святої Катерини» з п'ятирічним навчанням. Останніми роками особливе паломництво відбувається в монастир Пріслоп, на могилу отця Арсенія Бока, розташовану на кладовищі чернечого поселення.